# Plectris tenueclava
Plectris tenueclava är en skalbaggsart som beskrevs av Frey 1976. Plectris tenueclava ingår i släktet Plectris och familjen Melolonthidae. Inga underarter finns listade i Catalogue of Life.